# Andrzej Trautman
Andrzej Mariusz Trautman (* 4. Januar 1933 in Warschau) ist ein polnischer Theoretischer Physiker, der sich mit Allgemeiner Relativitätstheorie (ART) beschäftigt.

## Leben
Trautman war der Sohn des Malers und Zeichenlehrers Mieczyslaw Trautman (gestorben 1941), seine Mutter Eliza stammte aus einer französischen Familie (ihr Vater Marius André war französischer Konsularbeamter in Spanien und Dichter). Er besuchte zunächst die Schule in Warschau, was aber durch den Warschauer Aufstand 1944 unterbrochen wurde, nachdem er 10 Monate mit seiner Mutter in Deutschland war. Trautman ging 1945 mit seiner Mutter zu Verwandten nach Frankreich, wo er bis 1949 eine polnische Schule in Paris besuchte. Danach studierte er an der TU Warschau Radiotechnik (Diplom 1955), neigte aber unter dem Einfluss seines Professors Jerzy Plebanski schon der theoretischen Physik zu. Er schloss sich dann der Theorie-Gruppe von Leopold Infeld an der Polnischen Akademie der Wissenschaften an, wo er 1959 promovierte (über Gravitationsstrahlung). Zuvor war er 1958 auf Einladung von Felix Pirani bei Hermann Bondi am King’s College London. Als Post-Doc war er 1960 in der Gruppe von Abdus Salam am Imperial College London und 1961 bei Peter Bergmann an der Syracuse University, wo er mit Ivor Robinson, Arthur Komar, Ted Newman, Roger Penrose und Engelbert Schücking zusammentraf und zusammenarbeitete. Seit 1961 ist er an der Universität Warschau, ab 1967 als Professor für Elektrodynamik und Relativität als Nachfolger seines Lehrers Leopold Infeld. 1975 bis 1985 war er dort Direktor des Instituts für Theoretische Physik.
Er ist seit 1969 Mitglied der Polnischen Akademie der Wissenschaften, deren Vizepräsident er 1979/80 war, und außerdem der Polnischen Akademie für Künste und Wissenschaften. 1965 bis 1980 war er Mitglied des International Committee for Relativity and Gravitation. Trautman war unter anderem Gastwissenschaftler an der State University of New York at Stony Brook (1976/77 bei Chen Ning Yang) und am ICTP und SISSA in Triest. 1986 erhielt er die Marian-Smoluchowski-Medaille. 2021 erhielt Trautman die Amaldi-Medaille.
Zu seinen Doktoranden zählt Jerzy Lewandowski.

## Werk
Trautman beschäftigte sich unter anderem mit exakten Lösungen der Einsteinschen Feldgleichungen der ART (unter anderem eine exakte spezielle Gravitationswellen-Lösung 1960 mit Ivor Robinson), Gravitationswellen, der Einstein-Cartan Theorie der Gravitation, mathematischer Theorie von nichtabelschen Eichfeldern (Yang-Mills-Theorie) sowie mit der mathematischen Theorie von Spinoren und der Spinstruktur Riemannscher Mannigfaltigkeiten, wobei er unter anderem mit Thomas Friedrich von der Humboldt-Universität Berlin zusammenarbeitete.

## Schriften
- mit Wojciech Kopczynski: Spacetime and Gravitation, Wiley 1992
- mit Paolo Budinich: The spinorial chessboard, Springer 1988
- Differential geometry for physicists (Stony Brook Lectures), Neapel, Bibliopolis 1984
- mit Pirani, Bondi: Lectures on General Relativity, in Stanley Deser, Ford (Herausgeber) Brandeis Summer Institute, Bd. 1, 1964 (darin Artikel von Trautman: Foundations of current problems in General Relativity)
- Gravitation, in Jagdish Mehra (Herausgeber) The physicists concept of nature, 1973, S. 179
- Einstein-Cartan Theory, in Ernst Schmutzer (Herausgeber), Proceedings General Relativity and Gravitation 9 (Jena 1980), 1983
- Conservation laws in general relativity, in L. Witten (Herausgeber) Gravitation- introduction to current research, Wiley 1962